# واهیک طروسیان
واهیک طروسیان (به ارمنی Վահիկ Թրոսյան)، (زاده ۲۹ شهریور ۱۳۴۶ اصفهان) بازیکن فوتبال سابق و مربی فعلی ایرانی ارمنی‌تبار باشگاه فوتبال گیتی‌پسند اصفهان است.
او سال‌ها کاپیتان تیم باشگاه فوتبال پلی‌اکریل اصفهان بوده و موفق به کسب مقام‌های قهرمانی کشور با تیم‌های مختلف شده و پس از طی دوران بازیکنی به حرفه مربی‌گری پرداخته‌است.